# Беренс, Петер
Пе́тер Бе́ренс (нем. Peter Behrens; 14 апреля 1868[…], Гамбург — 27 февраля 1940[…], Берлин) — немецкий архитектор, один из основоположников конструктивизма и функционализма в архитектуре и пионер корпоративного промышленного дизайна, один из основателей Немецкого Веркбунда, писатель-публицист, критик и теоретик архитектуры XX века.
Одна из самых значительных фигур в истории архитектуры, он был первым ориентиром для архитекторов нового поколения, таких как Ле Корбюзье, В. Гропиус, Л. Мис ван дер Роэ. Интенсивная деятельность Беренса распространяется на все области архитектуры: частные дома, общественные сооружения, церкви, виллы, павильоны промышленных выставок, административные здания крупных предприятий, фабрики и промышленные постройки.

## Биография

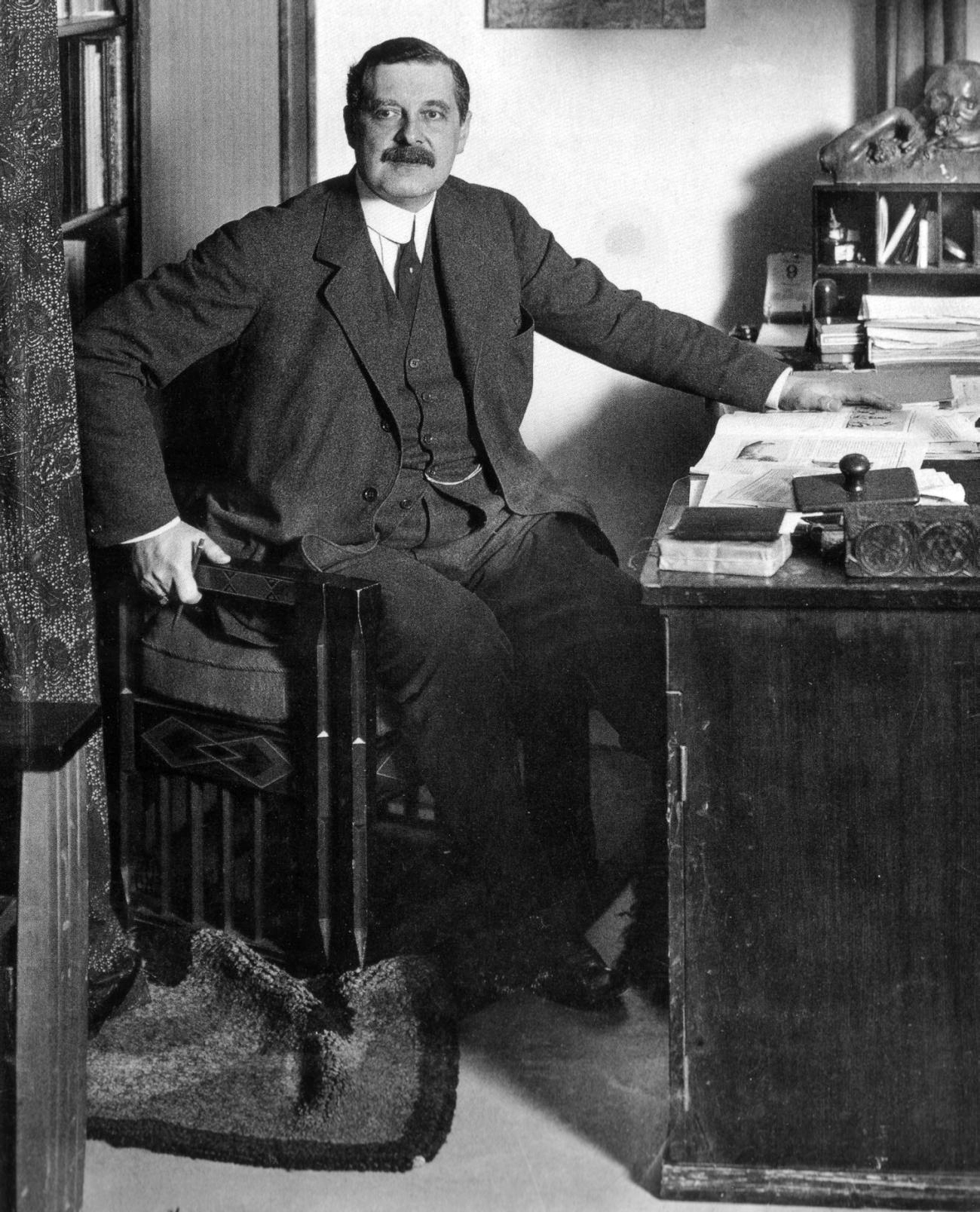
Петер Беренс в своей мастерской. 1913

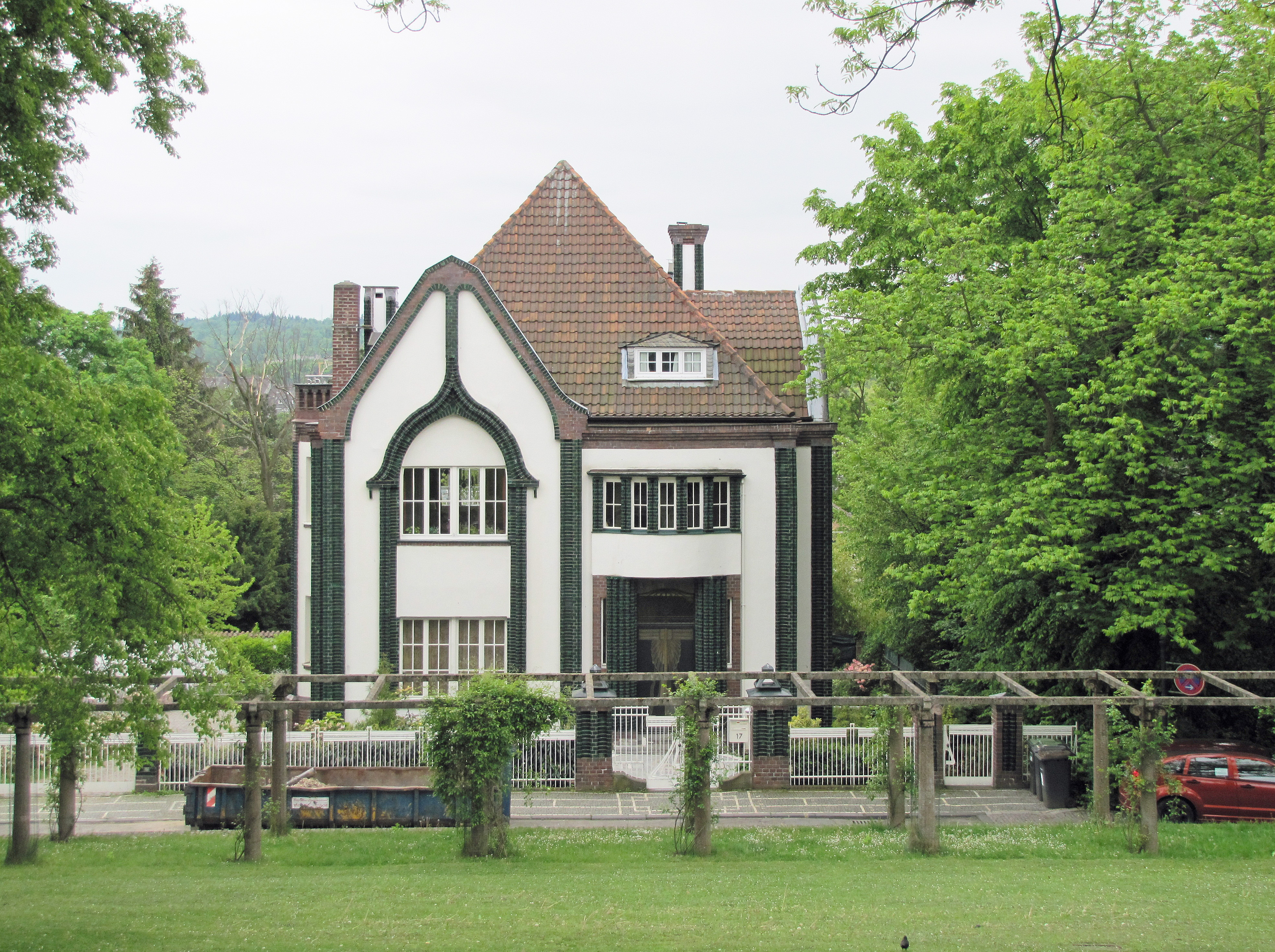
Собственный дом Беренса в Колонии художников в Дармштадте. 1901

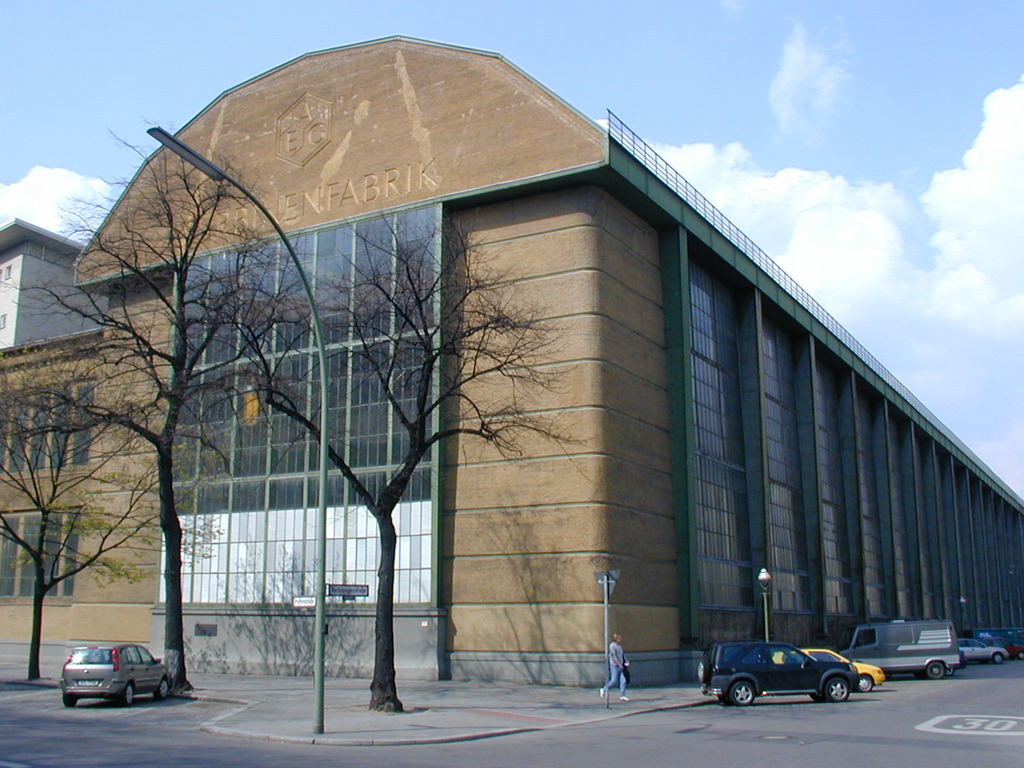
Здание Турбинной фабрики AEG. Моабит, Берлин. 1908—1909

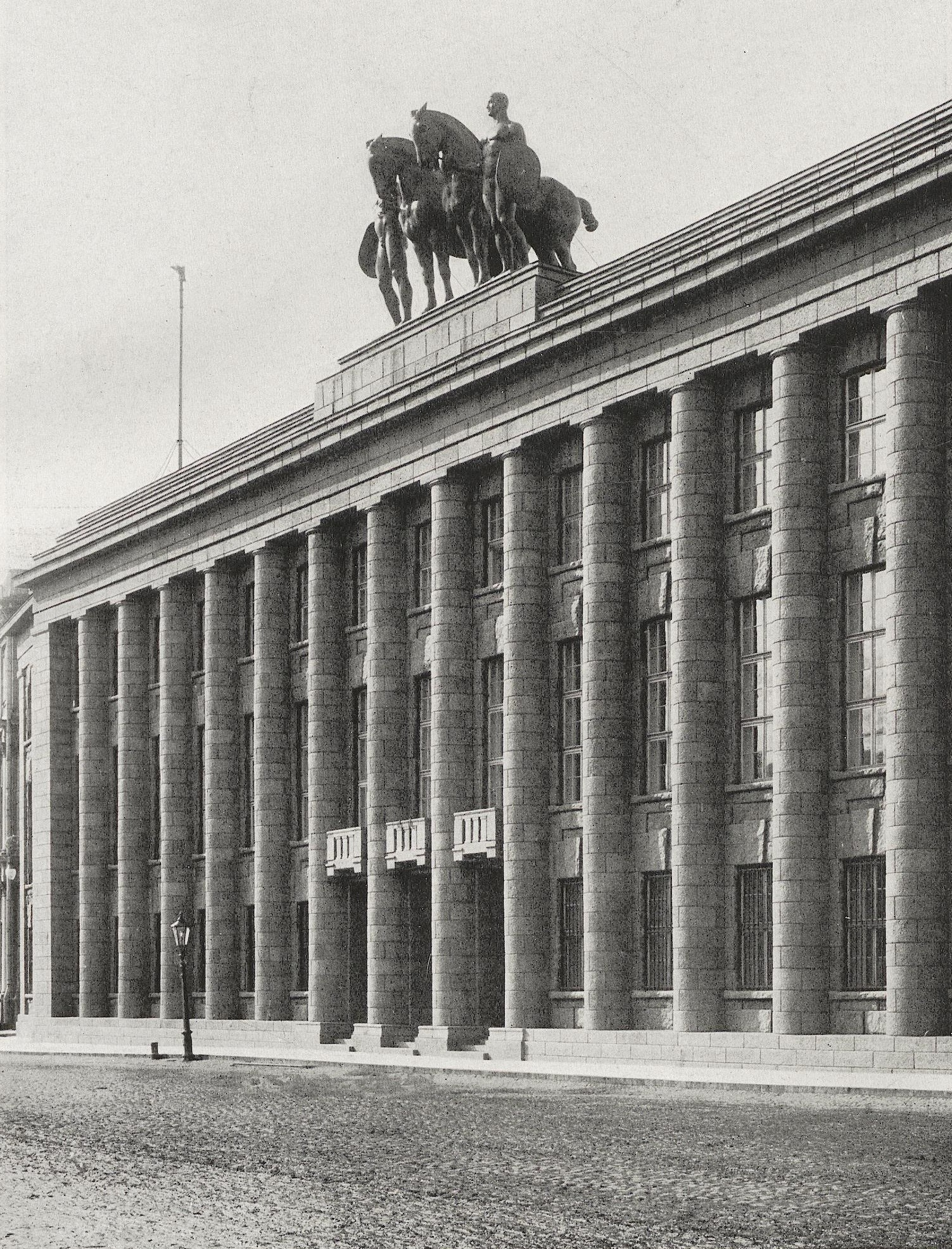
Здание Германского посольства в Санкт-Петербурге. 1911—1912

Петер Беренс родился в Гамбурге 14 апреля 1868 года в протестантской семье землевладельцев из Шлезвиг-Гольштейна (Северная Германия). С сентября 1877 года посещал латинскую гуманитарную гимназию Кристианиум в Альтоне, но покинул её после четвёртого года обучения на Пасху 1882 года. Затем учился живописи в Гамбургской художественной школе. Занимался в живописных классах в Карлсруэ (с 1885 года), Дюссельдорфе (с 1889 года) и Мюнхене.
В 1890 году Беренс предпринял ознакомительную поездку в Нидерланды. В 1892 году он стал одним из основателей художественного объединения «Мюнхенский сецессион», который вскоре покинул, чтобы вместе с Максом Слефогтом и Ловисом Коринтом основать «Свободную ассоциацию мюнхенских художников» (Freie Vereinigung Münchner Künstler). Кроме того, в 1897 году Беренс стал соучредителем «Объединённых мастерских искусств и ремесел» (Vereinigten Werkstätten für Kunst im Handwerk), так называемого «Мюнхенского кружка».
После посещения в 1897 году Италии Петер Беренс снова работал в Мюнхене в качестве живописца, книжного графика, иллюстратора, оформителя журналов и брошюр. Дружба с литераторами и членами редакции журнала «Пан», такими как Отто Юлиус Бирбаум и Отто Эрих Хартлебен, дала ему возможность стать известным благодаря рисункам и гравюрам на дереве. Он также обратился к художественным ремёслам, создавая рисунки для изделий из стекла и фарфора. В 1899 году (в 1890 году) он женился на художнице Лилли Кремер.
В 1899—1903 годах Петер Беренс получил приглашение приехать в Дармштадт, в Дармштадтскую колонию художников на «Холме Матильды» (Матильденхёэ, Mathildenhöhe). В 1901 году он построил в Дармштадте собственный дом с интерьерами, обставленными мебелью по собственным рисункам, мозаикой, росписями, тканями и керамическими изделиями. Это было одно из первых произведений архитектуры «нового стиля». В облике дома прослеживаются влияния стиля ар нуво, в частности архитектуры Анри ван де Велде и Чарлза Ренни Макинтоша. В 1900 году Беренс опубликовал брошюру-манифест «Праздник жизни и искусства», где положительно оценивал «современную эпоху» с её «серьёзными потребностями» и «полезными ценностями». Ныне дом Беренса в составе Матильденхёэ является объектом Всемирного наследия ЮНЕСКО.
В 1902 году, в дополнение к своей работе в Дармштадте, Беренс также начал проводить мастер-классы в Баварском торговом музее в Нюрнберге. Он видел в этом возможность познакомить мастеров-ремесленников с идеями прогрессивных художников. В 1903 году он покинул Дармштадт и колонию художников, поскольку не смог составить конкуренцию получившему академическое образование архитектору Йозефу Марии Ольбриху.
По проекту Беренса был выстроен Павильон Германии на Международной выставке в Турине 1902 года. В 1903 году по рекомендации архитектора Германа Мутезиуса Беренс был назначен директором Художественно-промышленной школы (Kunstgewerbeschule) в Дюссельдорфе. В 1907 году Беренс стал одним из учредителей Немецкого Веркбунда (Deutscher Werkbund) — «Германского производственного союза», объединения художников, архитекторов, мастеров, предпринимателей, промышленников и экспертов с целью «поддержки и развития художественных ремёсел и нового промышленного искусства, призванного повысить качество массовой промышленной продукции».
В эти годы Беренс разрабатывал множество рисунков для текстильных изделий, а также бланков, плакатов и брошюр, в том числе на Ольденбургской государственной выставке в 1905 году. У Беренса был большой круг студентов в Дюссельдорфе, которые позднее объединились в ассоциацию «Der Ring» (Berliner Zehner-Ring) и издавали журнал «Ring» (Кольцо).
С 1907 года Петер Беренс — художественный консультант фирмы AEG (Allgemeine Elektricitäts-Gesellschaft) в Берлине. С этого времени Беренса считают создателем промышленного дизайна и новой промышленной архитектуры. В 1908 году Беренс опубликовал эссе «Что такое монументальное искусствo», в котором попытался обосновать понятие монументальности в современном искусстве. После Первой мировой войны Беренс изменил свои художественные пристрастия, как и многие немецкие архитекторы, отказавшись от неоклассицизма в пользу «кирпичного экспрессионизма». Между 1920 и 1924 годами Беренс отвечал за проектирование и строительство здания технического управления Hoechst AG в Хёхсте (район Франкфурта-на-Майне). При проектировании городских жилых районов Беренс также считал важным сконцентрировать и объединить важные общественные объекты, такие как школы, детские сады, магазины.
В 1922 году Беренс принял приглашение преподавать в Венской академии изобразительных искусств, возглавил архитектурный факультет, и занимал эту должность до 1936 года, одновременно проектируя для многих заказчиков по всей Европе. В 1926 году В. Дж. Бассет-Лоук поручил Беренсу спроектировать семейный дом в Нортгемптоне, Англия. Дом под названием «Новые пути» (New Ways)— прямоугольный объем с белыми стенами и зубчатыми парапетами, считается первым модернистским домом в Великобритании.
В 1925 году Беренс принял участие в Международной выставке современных декоративных и промышленных искусств в Париже. Он также прочитал лекцию о промышленном строительстве как культурной задаче на генеральной конференции Союза немецких архитекторов и инженеров в Эссене.
В 1929 году Петер Беренс был приглашён участвовать в конкурсе на проектирование зданий вокруг предложенной для радикальной реконструкции площади Александерплац в Берлине (его проект занял второе место). Петер Беренс совмещал работу архитектора с деятельностью теоретика и преподавателя Дюссельдорфской, Венской (1922—1927) и Берлинской (1936—1940) художественных Академий.
Во время нацистского режима Беренс проектировал здание посольства Германии в Вашингтоне (не осуществлено). В 1936 году Беренс покинул Вену, чтобы преподавать архитектуру в Прусской Академии искусств в Берлине, как сообщается, с особого одобрения Адольфа Гитлера. Беренс участвовал в планах фюрера по созданию Нового Берлина вместе с заказом штаб-квартиры AEG на знаменитой запланированной Альбертом Шпеером оси север-юг. Шпеер позднее сообщил, что кандидатура Беренса была отвергнута могущественным Альфредом Розенбергом, но кандидатуру поддержал Гитлер, восхищавшийся зданием посольства Германии в Санкт-Петербурге, созданном по проекту Беренса.
Беренс умер в отеле «Бристоль» в Берлине 27 февраля 1940 года, где он искал спасения от холода своего разрушенного войной загородного дома.
В новой архитектуре Петер Беренс отстаивал принципы функционализма, а также использование современных материалов — стекла, бетона и стали. Он также известен как автор шрифтов «курсив Беренса», «антиква Беренса». Из проектной мастерской Беренса в Берлине вышли выдающиеся мастера архитектуры XXвека: Мис ван дер Роэ и Вальтер Гропиус.

## Петер Беренс — основатель промышленного корпоративного дизайна
В 1907 году Петер Беренс стал художественным советником концерна AEG (Allgemeine Elektricitäts-Gesellschaft) в Берлине. Концерн был крупнейшим предприятием в области электроэнергетики, машиностроения, производства электрических промышленных и бытовых товаров. Электричество в то время только входило в жизнь. Продукция AEG была рассчитана в основном на экспорт, и, по мнению организаторов, для её успешного продвижения на мировом рынке требовалось создать оригинальный фирменный стиль. Беренс построил для концерна ряд промышленных сооружений, включая здание Турбинной фабрики (1908—1909), первое немецкое здание с использованием стекла и бетона, корпус фабрики по производству небольших моторов (1910—1911), жилые дома для рабочих AEG в Хеннингсдорфе (1910—1911).
Беренс проектировал не только промышленные, конторские, торговые и административные здания компании, но также создал фирменный стиль многих товаров, рекламной продукции, выставочных стендов, шрифтов, упаковки товаров, мебели, осветительных приборов. Художник-практик, пришедший в дизайн из станковой живописи, графики и архитектуры, он один из первых ощутил новые профессиональные задачи дизайнера в индустриальном обществе.
Петер Беренс первым стал последовательно проводить линию на подчинение разнообразной продукции единому принципу формообразования. При этом он полагал, что «следование одним лишь функциональным или только материальным целям не может создать культурную ценность». Беренс утверждал, что необходимо сочетать художественную образность формы с её функциональностью и «технологической естественностью». Внешняя форма спроектированных им предметов строилась в основном на повторении и вариации нескольких простейших геометрических элементов — шестигранников, кругов, овалов. Истоками формообразования этих вещей были инженерные, утилитарные формы, приведённые к определенному ритму и пропорциям. Никаких традиционных стилизаций и орнаментации.
Открытый Беренсом способ перевода технических требований в абстрагированные формальные решения стал первым этапом формирования принципов промышленного дизайна. Если до этого архитектура и дизайн развивались обособленно, хотя методы проектирования закономерно взаимодействовали и сближались, то в творчестве Беренса они органично соединились. Так живописец и архитектор Беренс стал первым в Европе корпоративным, или стафф-дизайнером (staff designer).

## Здание посольства Германии в Санкт-Петербурге
В 1911—1912 годах Беренс спроектировал один из самых ранних памятников европейского конструктивизма — здание посольства Германии на Исаакиевской площади в Санкт-Петербурге. Эта постройка занимает в истории архитектуры переходное положение между поздним неоклассицизма и архитектурой модернизма. Его также принято считать первым образцом архитектурного направления упрощённого классицизма или беренсианства, получившим особое распространение в Германии, Италии, СССР и США в межвоенный период.
Суровое на вид здание лаконичных форм построено весьма традиционно, из кирпича, и только облицовано гранитом. Колонны лишены энтазиса и похожи не то на водосточные, не то на заводские трубы, хотя имеют классические капители. Балконы, карнизы, рустовка, замковые камни также взяты из арсенала классицистической архитектуры, но трактованы по-новому. В результате общий вид здания провозглашает брутальную мощь Германской империи в формах модернизма.
По рисункам Беренса оформлены интерьеры, созданы оригинальная мебель, светильники. Помощниками Беренса в проектировании и строительстве были молодой и малоизвестный в то время Людвиг Мис ван дер Роэ и петербургский архитектор В. И. Шене. Сам Беренс также приезжал в Петербург. Столичная критика ответила на его произведение резко отрицательно: «Не то недостроенная фабрика, не то прогоревший элеватор». С критикой «тевтонского стиля», не соответствовавшего архитектуре города, выступили А. Н. Бенуа, Н. Н. Врангель, Г. К. Лукомский. Тем не менее, здание германского посольства в Санкт-Петербурге оказалось прототипом конструктивистской архитектуры, которая получила развитие в СССР и в Германии в 1930-е годы.
На аттике здания находилась семиметровая скульптурная группа обнажённых тевтонских атлетов, стилизованных под античных Диоскуров, ведущих под узцы коней, по модели скульптора Эберхарда Энке. 23 июля (5 августа по новому стилю) после объявления о вступлении России в войну против Германии 1 августа 1914 года толпа патриотически воодушевлённых петербуржцев ворвалась в здание опустевшего к тому времени посольства, учинила разгром, а скульптурную группу сбросили вниз, дотащили до Мойки (по одной из версий) и утопили. С 2008 года ведётся работа по воссозданию скульптурной группы. Модель готова, но вопрос о возвращении скульптуры не решён.

## Основные архитектурные проекты
- Собственный дом. Дармштадтская колония художников. 1901
- Павильон Германии на Международной выставке в Турине, Италия. 1902
- Выставочный павильон в Ольденбурге, Германия. 1905
- Постройки для корпорации АЭГ. Берлин, Германия. 1907—1911
- Крематорий в Хагене	, Германия. 1906
- Обенауэр Хаус. О́берхаузен, Германия. 1921—1925
- Два корпуса завода «Унион» (позднее: ВЭФ, совместно с Ф. Шеффелем и Ф. Зейберлихом). Рига, Латвия. 1912—1914
- Жилые дома для рабочих АЭГ. Хеннингсдорф, Германия. 1910—1911
- Здание Германского посольства в Санкт-Петербурге. 1911—1912
- Здания администрации концерна Маннесмана, Дюссельдорф, Германия.	1911—1912
- Офисные здания концерна IG Farben. Франкфурт, Германия. 1920—1925
- Завод в Хёхсте, Германия. 1925—1926
- Завод в Линце, Австрия. 1932—1936
- Здание посольства Германии в Вашингтоне (проект не осуществлен)
- Проекты для плана реконструкции Берлина. 1936

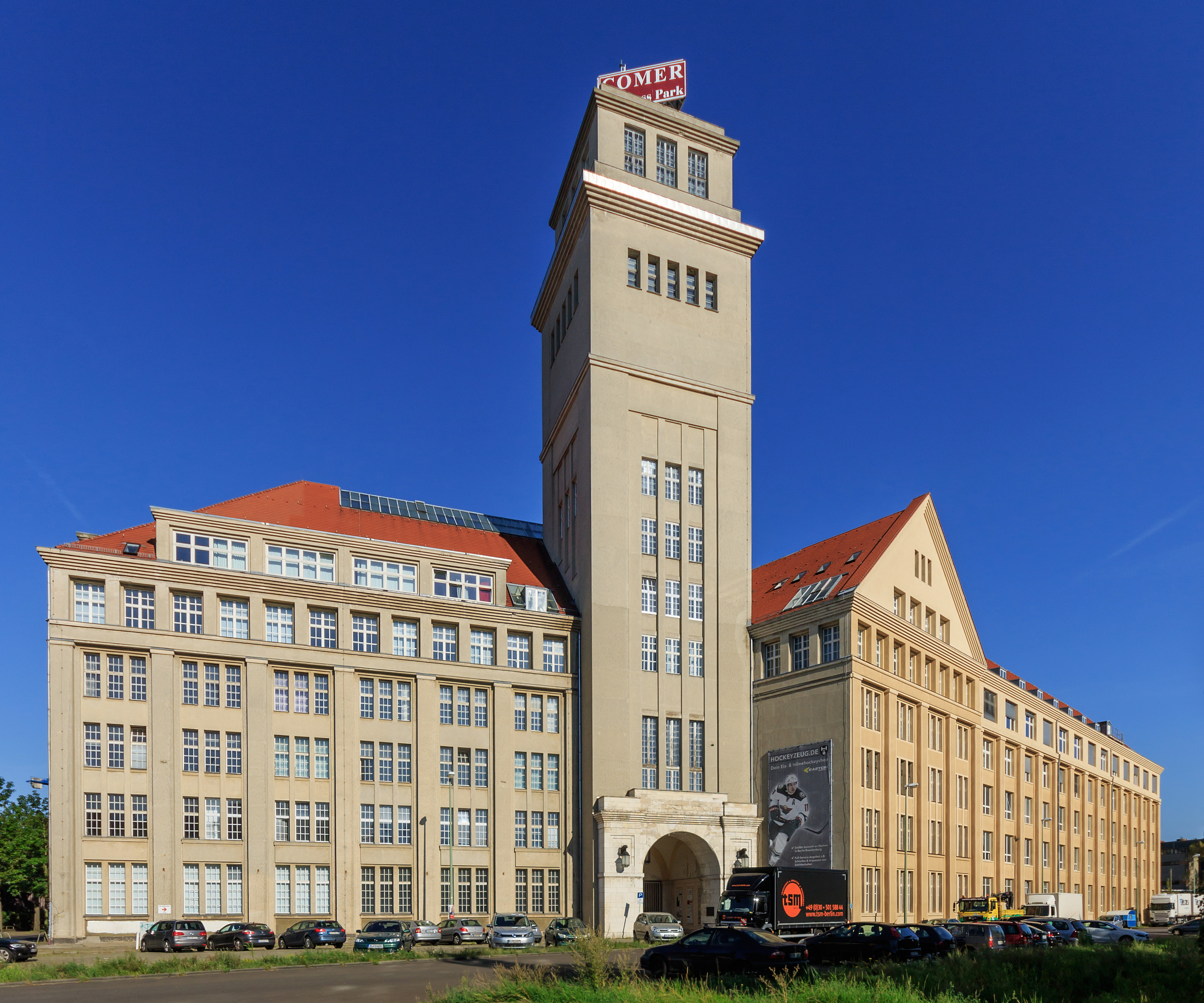
Здание Национального автомобильного общества. Берлин. 1914—1917
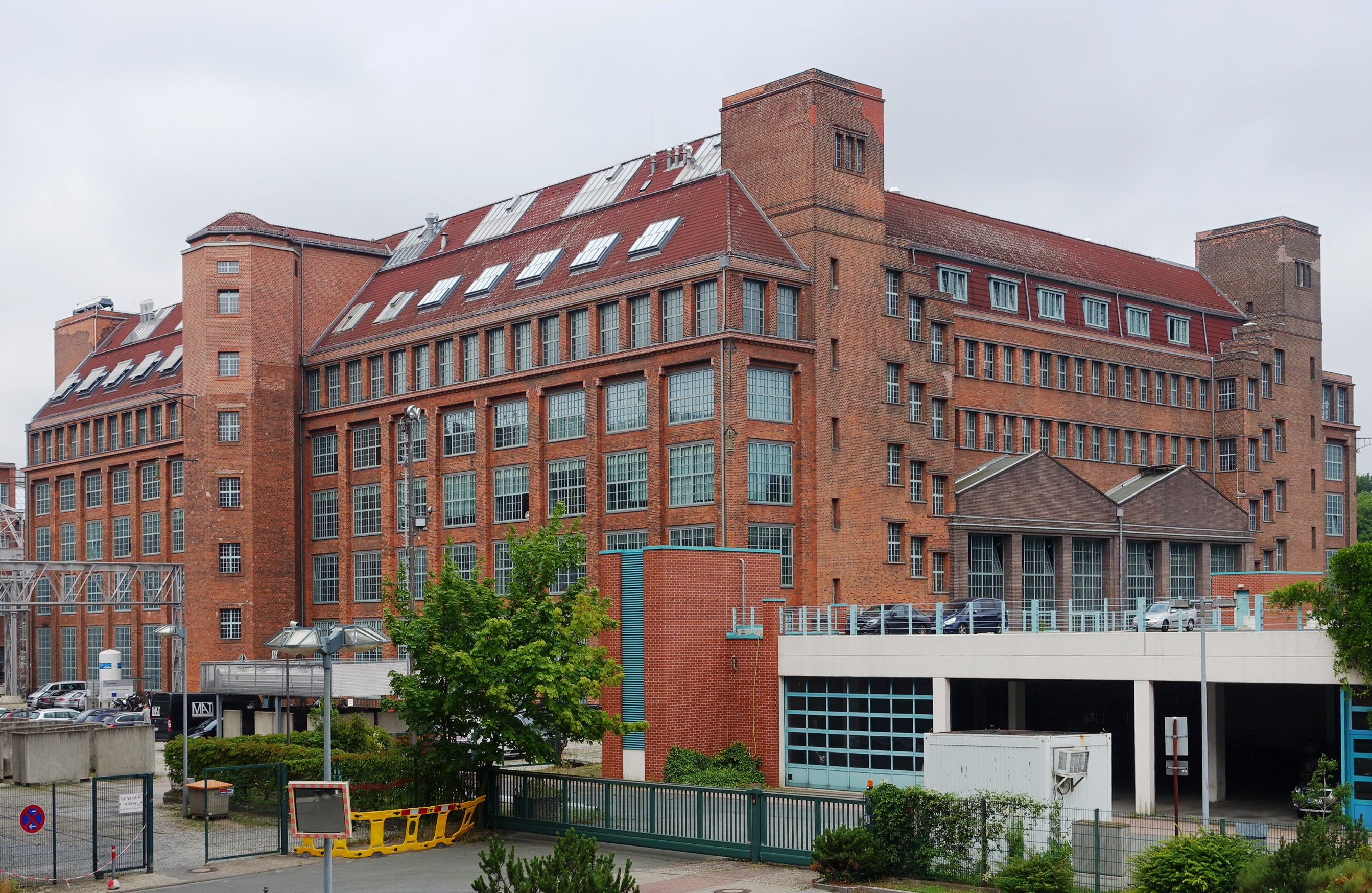
Электрическая фабрика AEG в Берлине
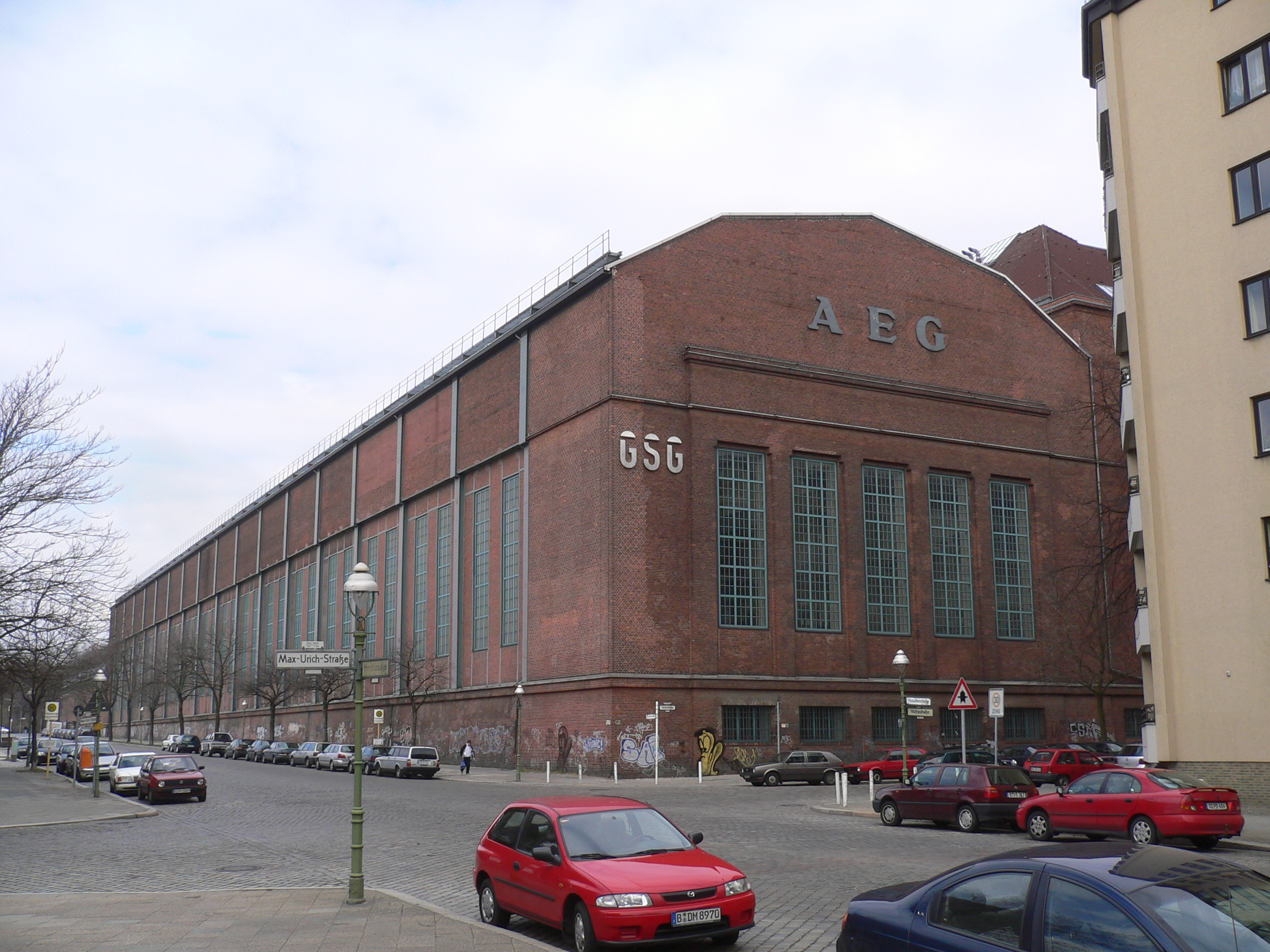
Здание AEG в берлинском районе Веддинг
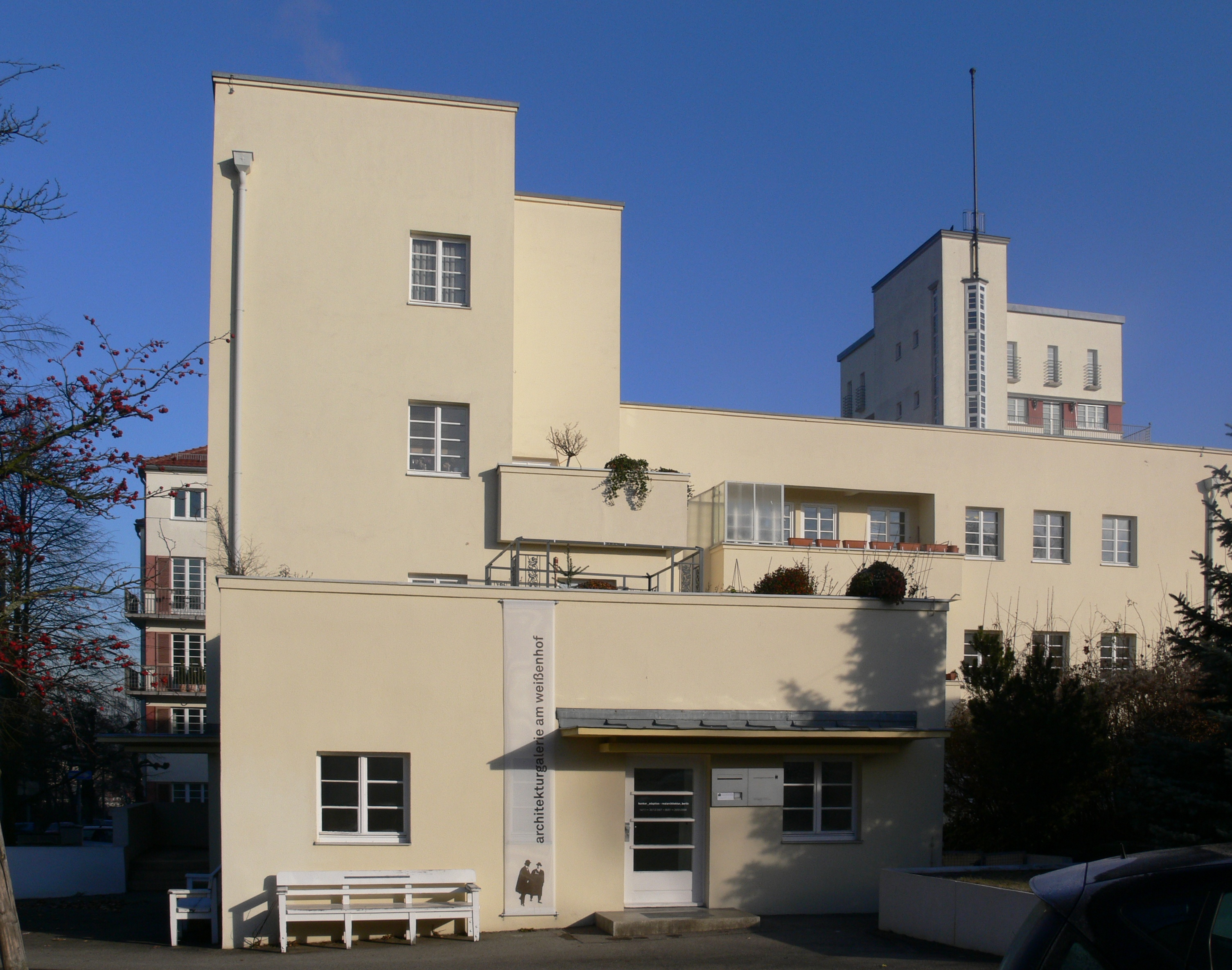
«Белый дом» в Штутгарте
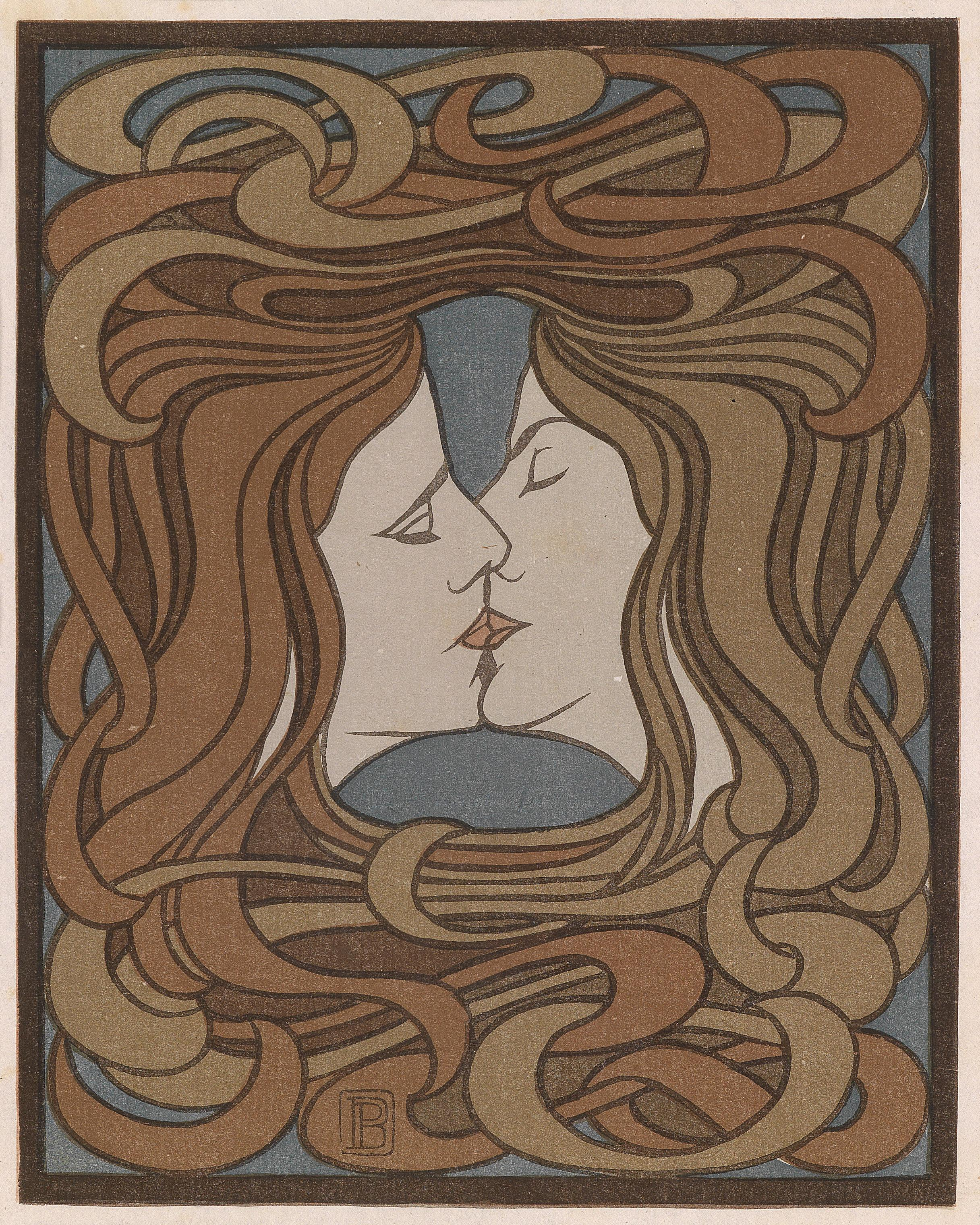
Поцелуй. 1898. Цветная гравюра на дереве
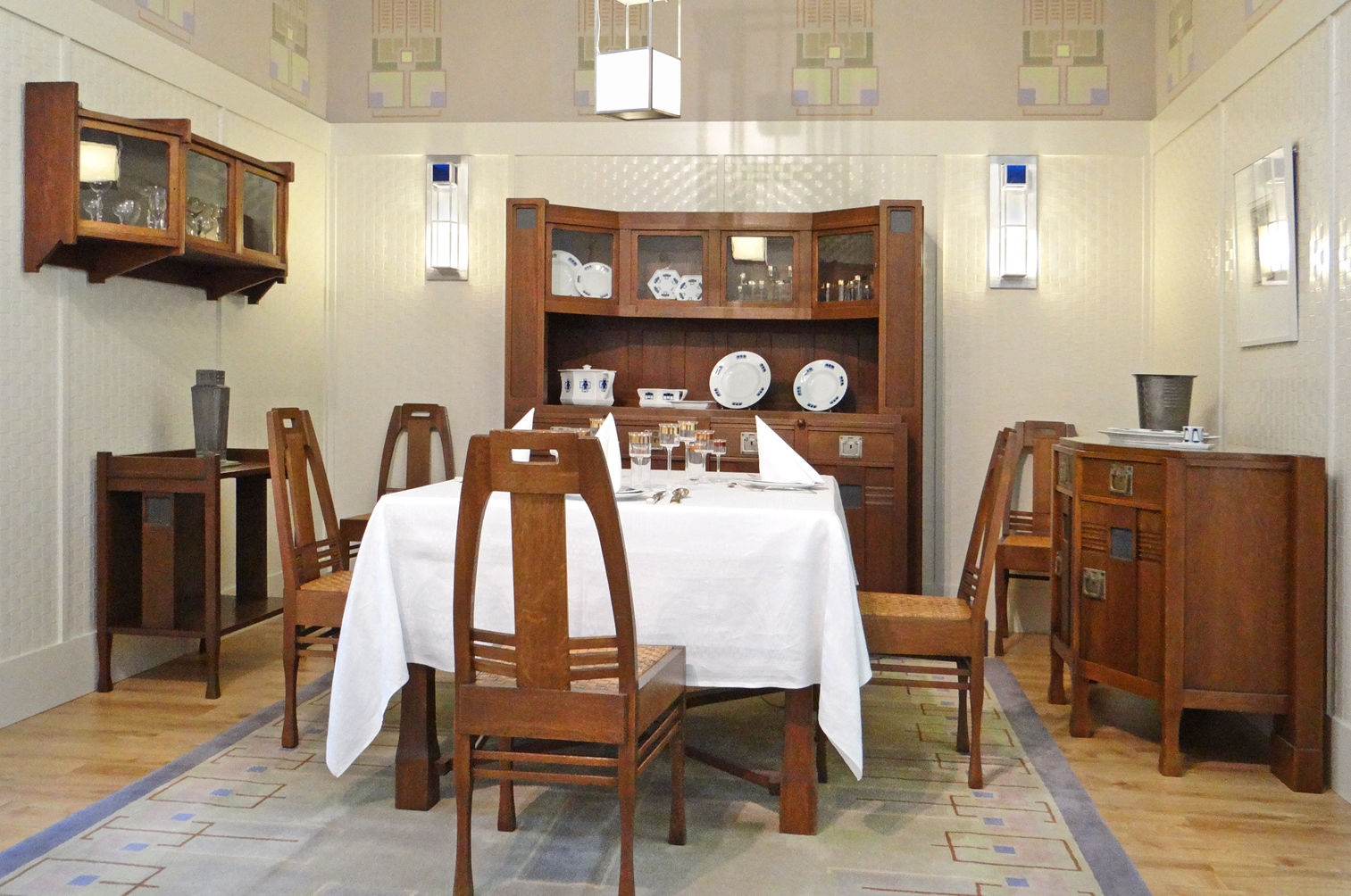
Столовая в Дармштадте. 1901—1902
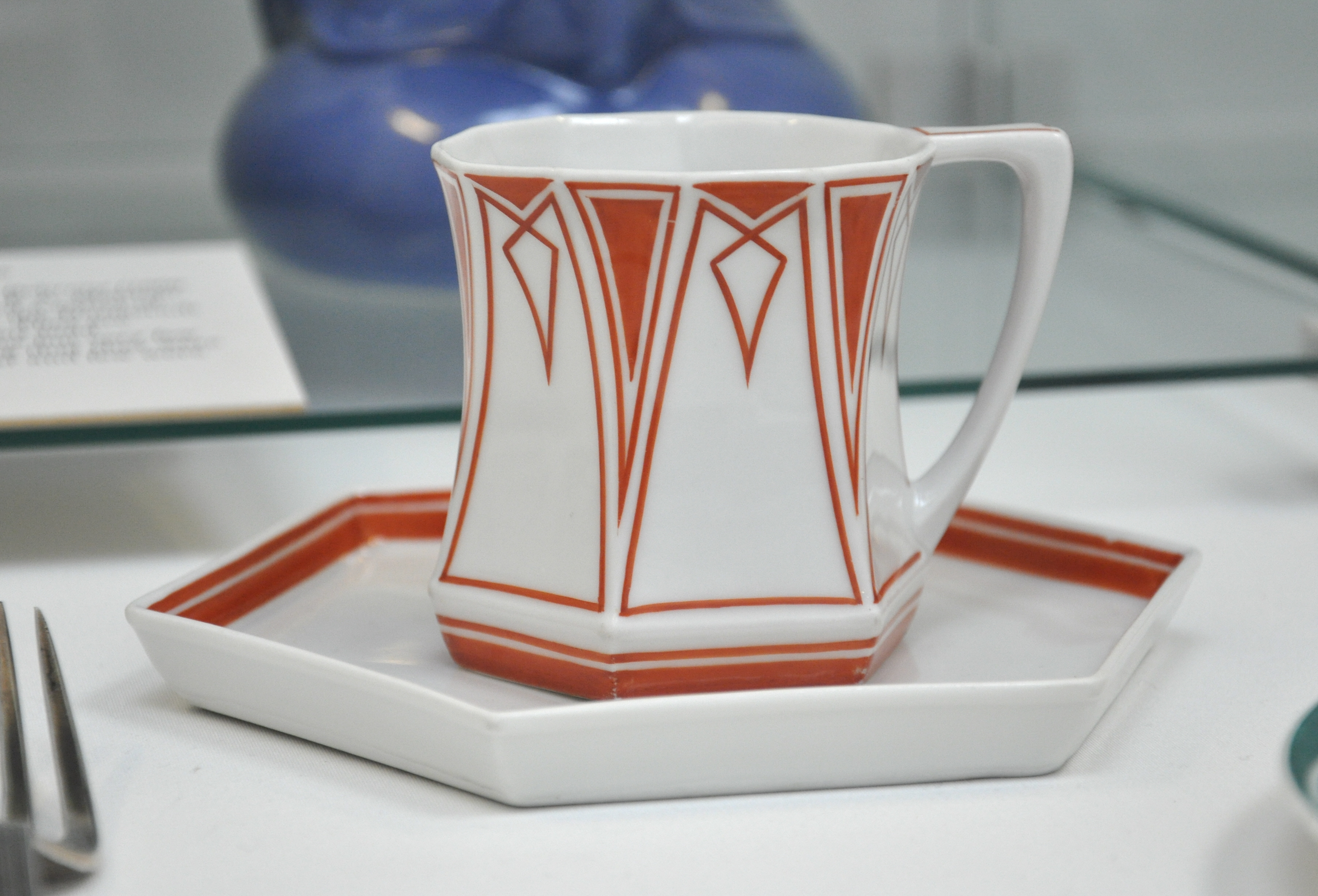
Кружка с блюдцем. 1901. Фарфор
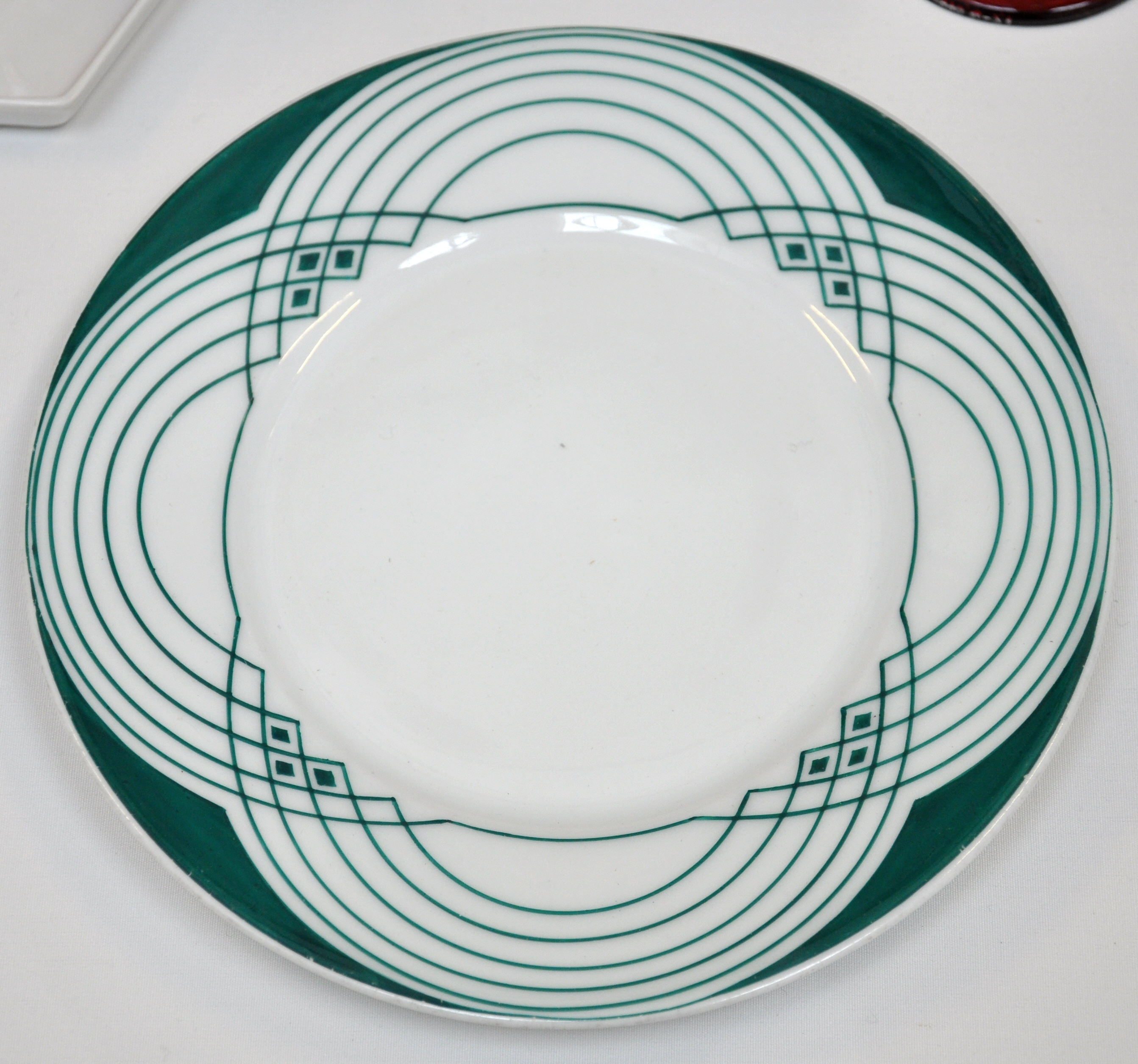
Тарелка. 1901. Фарфор
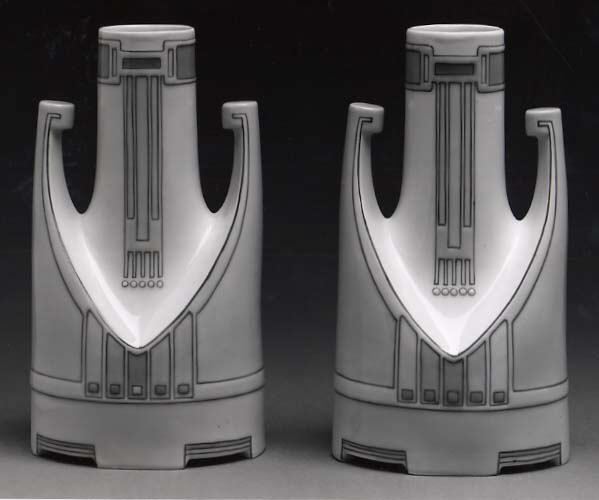
Две вазы. 1900—1905. Фарфор
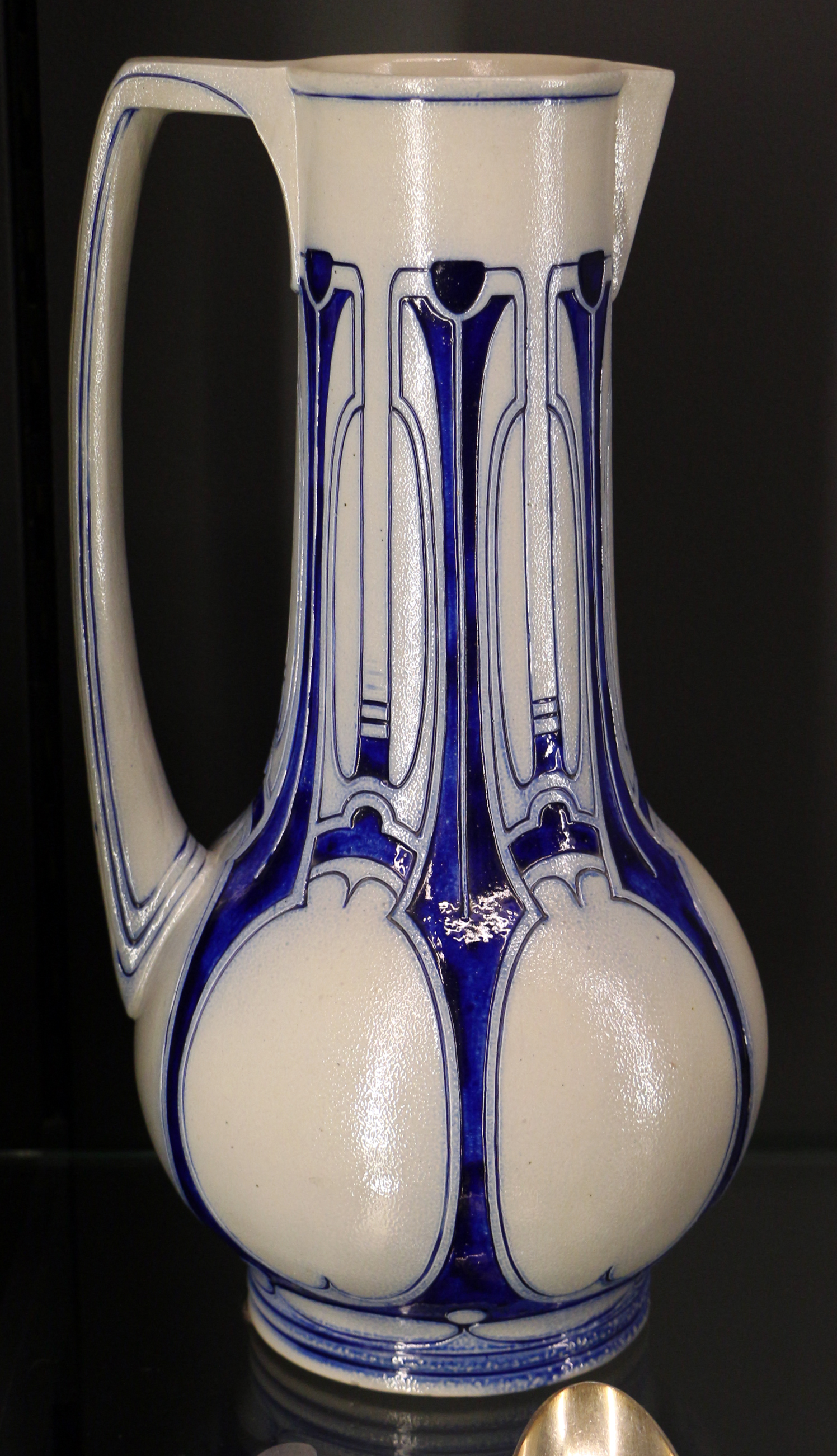
Кувшин. 1905. Фарфор
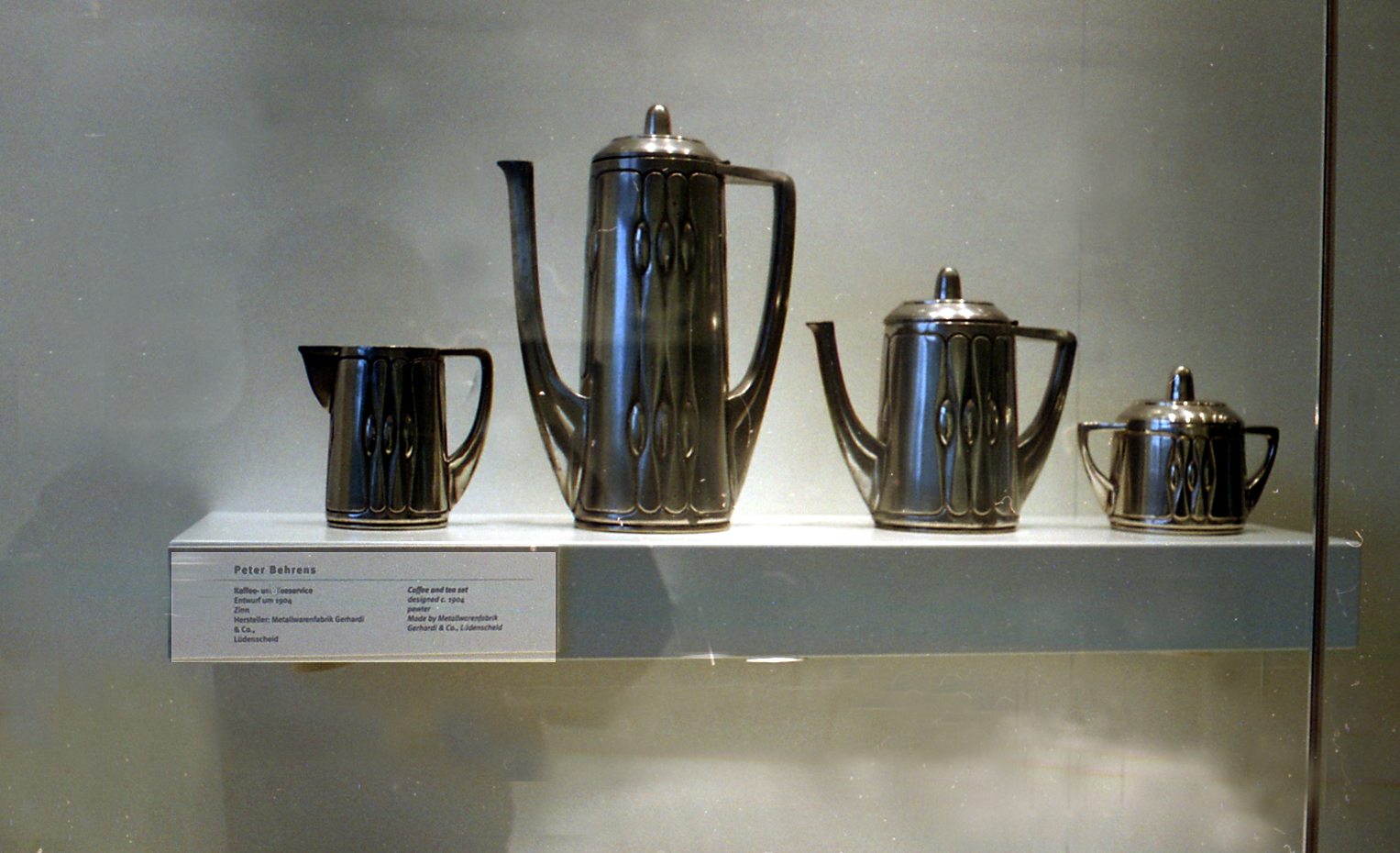
Сервиз для чая и кофе. Металл. Дармштадт
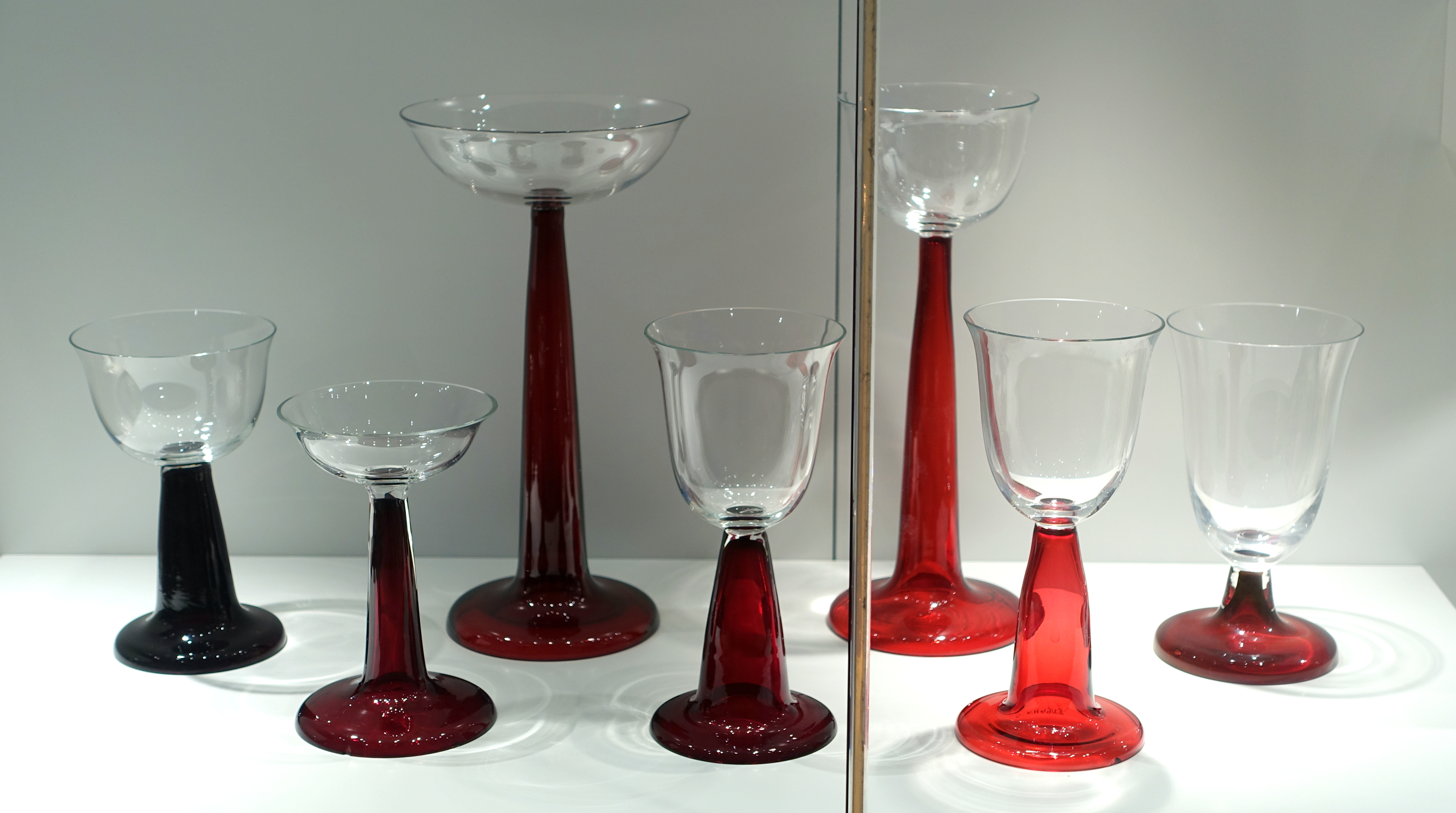
Набор изделий из стекла. 1900—1901
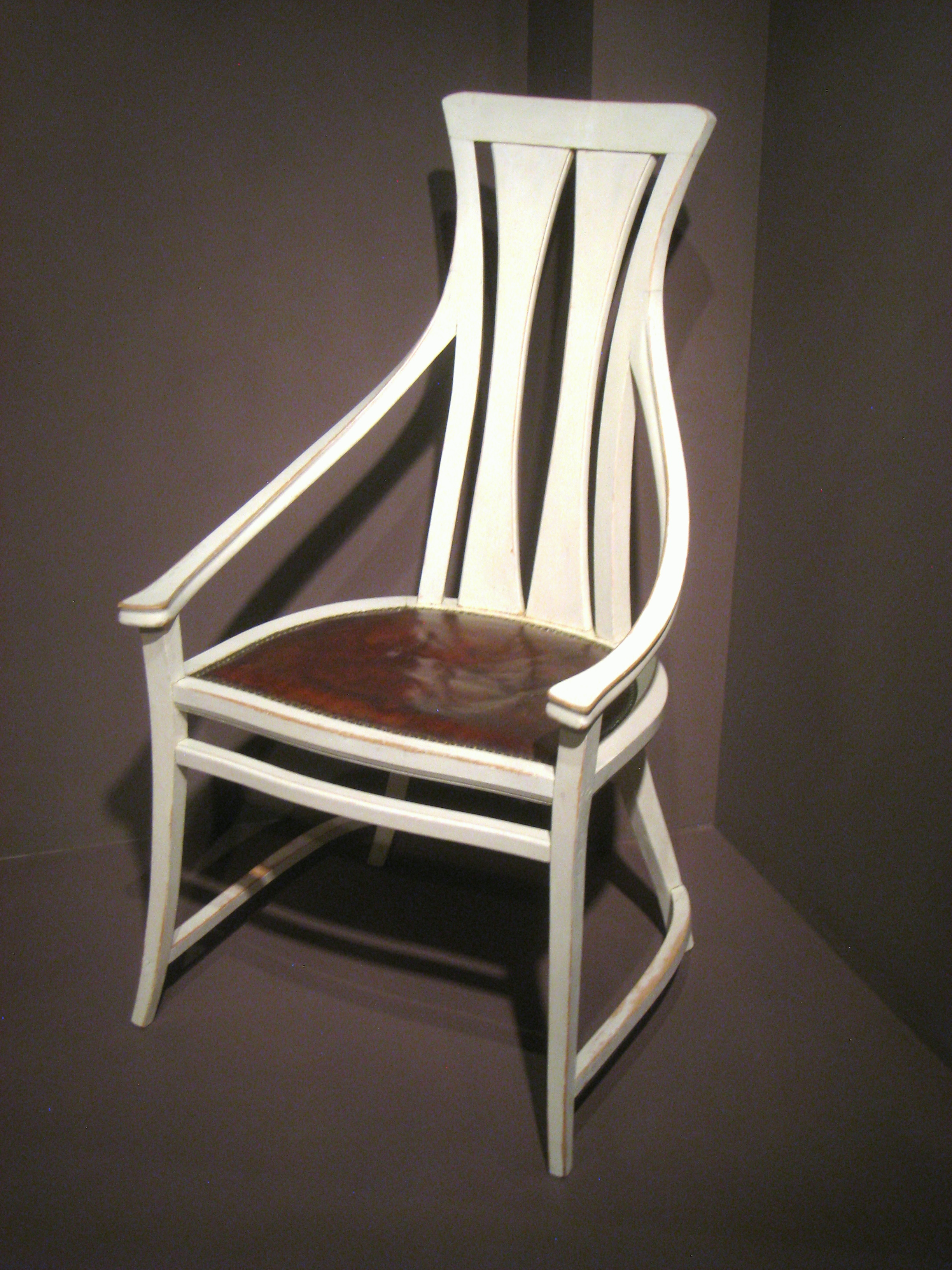
Кресло. 1900—1901
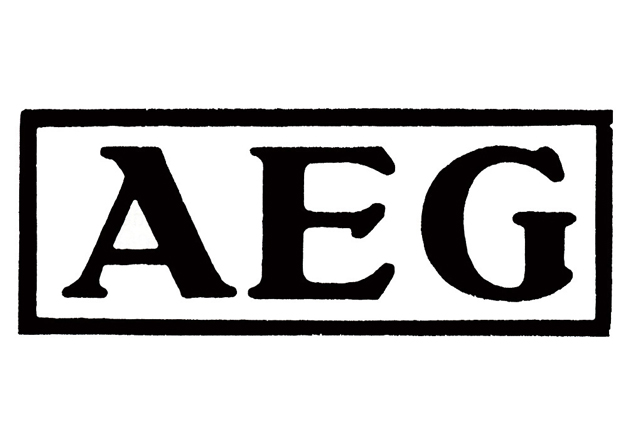
Логотип концерна AEG. 1912
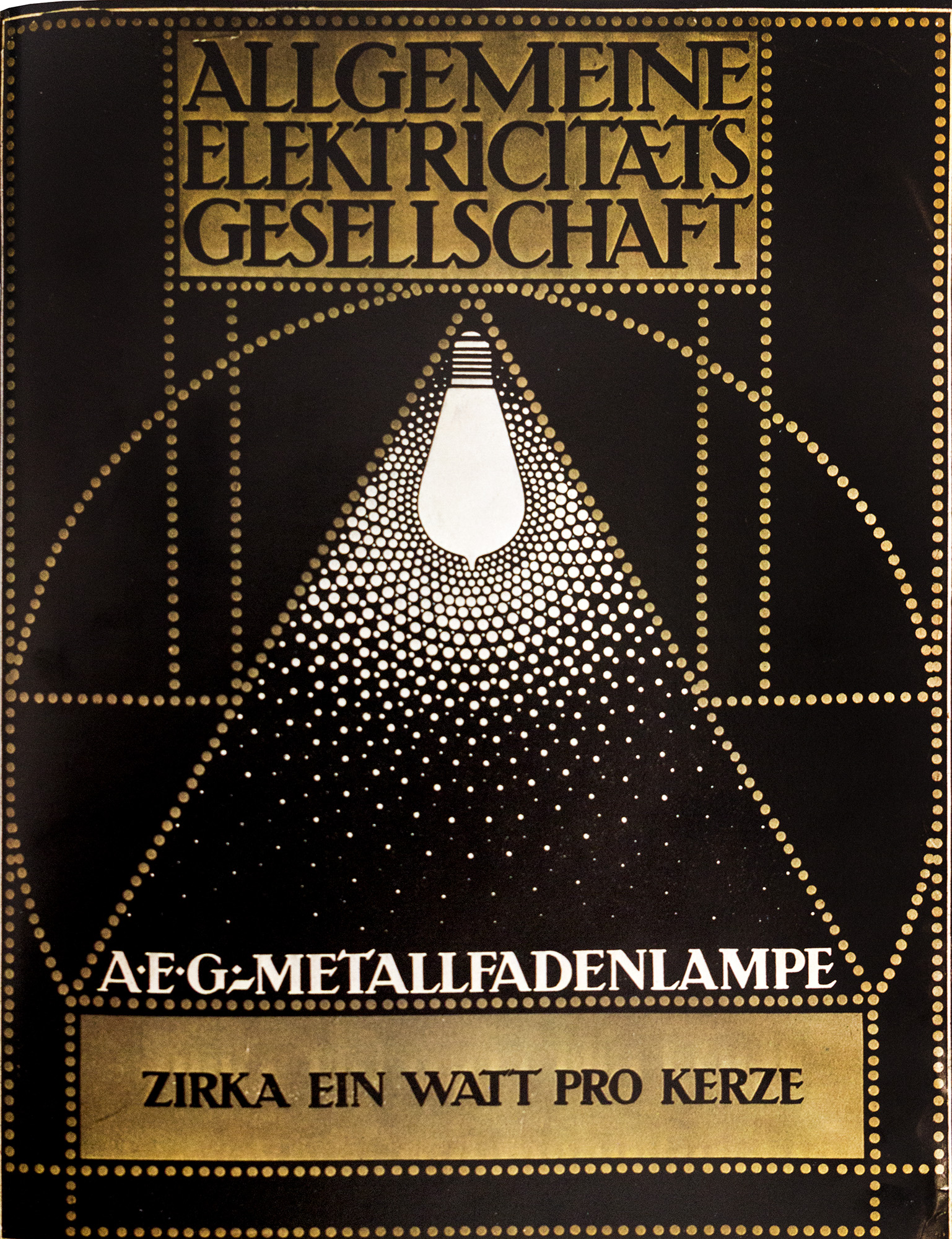
Плакат «AEG-Meталлическая лампа накаливания». 1907
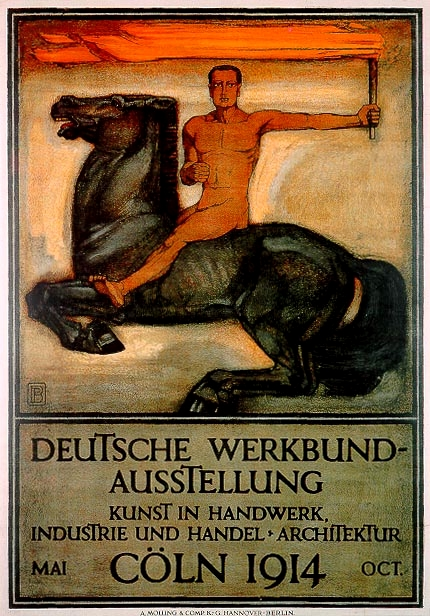
Плакат выставки Немецкого Веркбунда в Кёльне. 1914
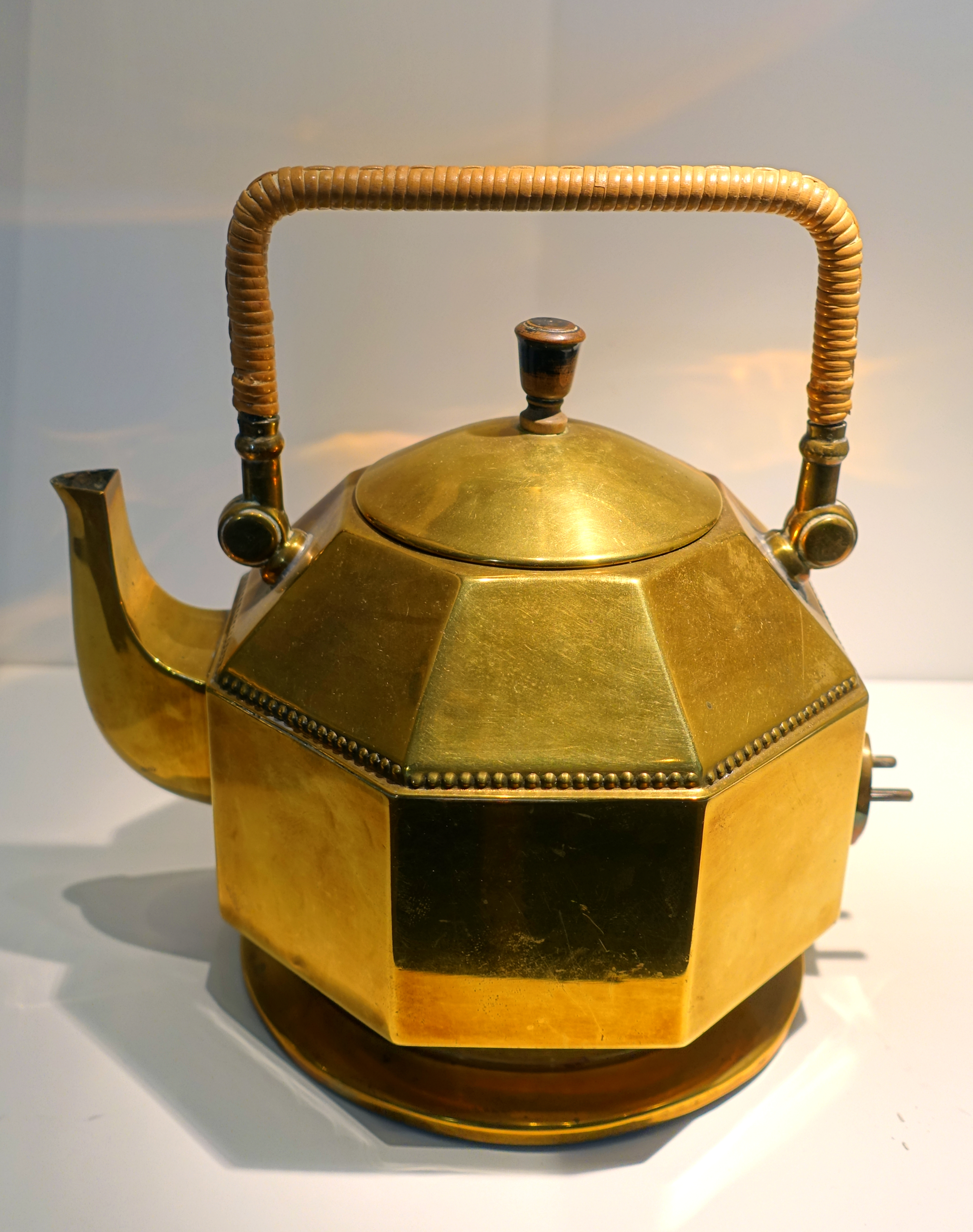
Чайник. 1909. Латунь. AEG
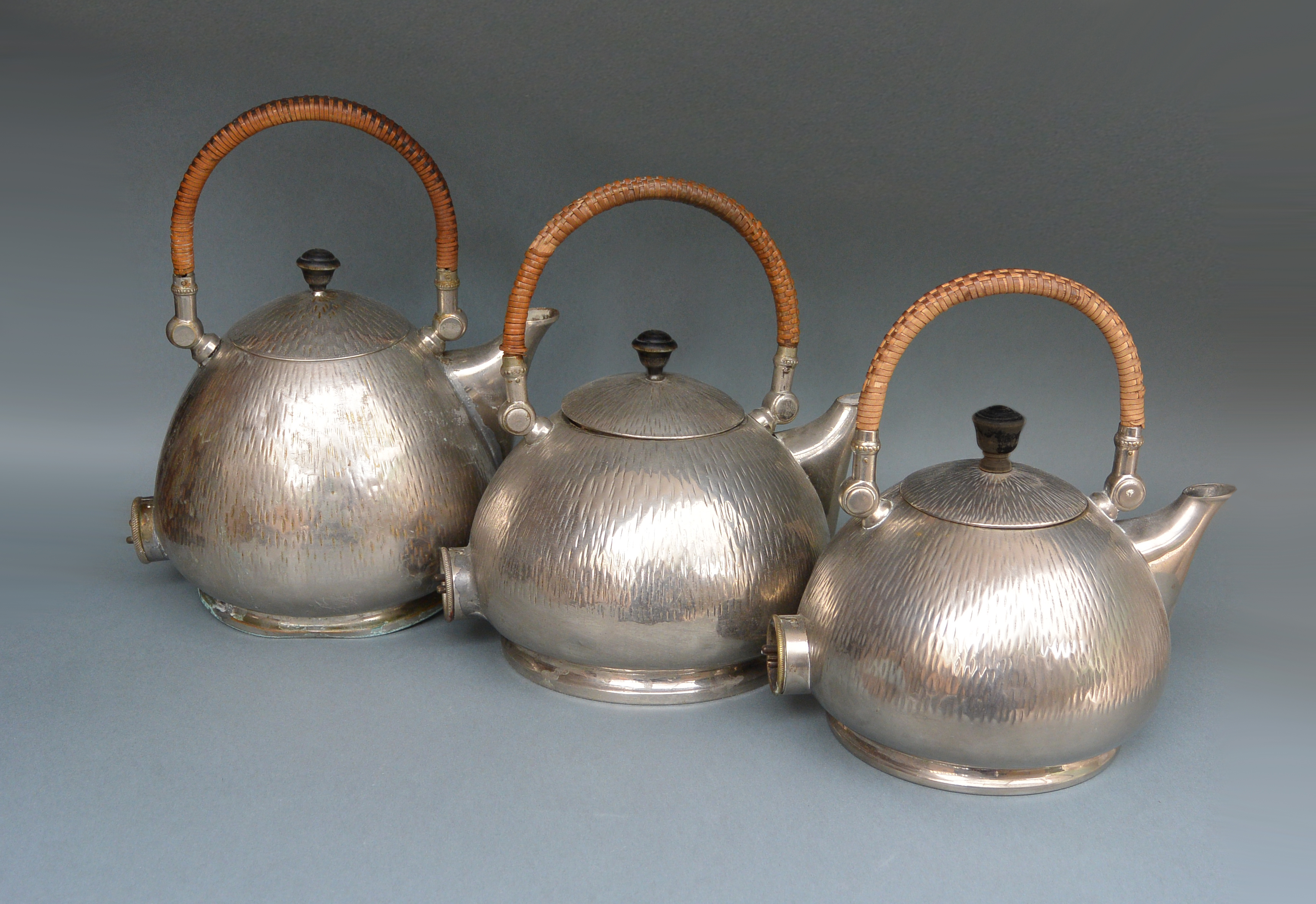
Три объёма электрических чайников. AEG
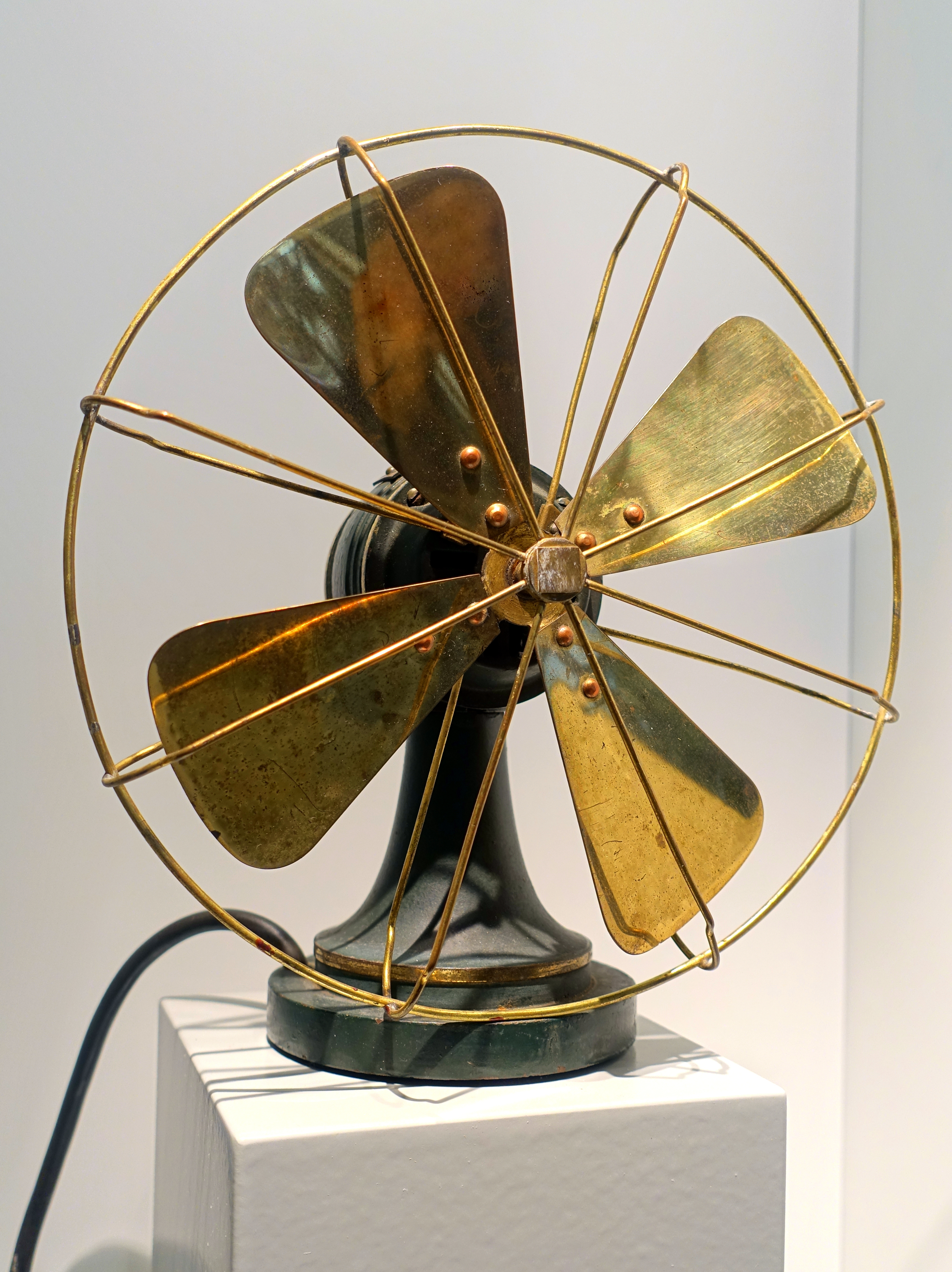
Вентилятор. 1908. AEG
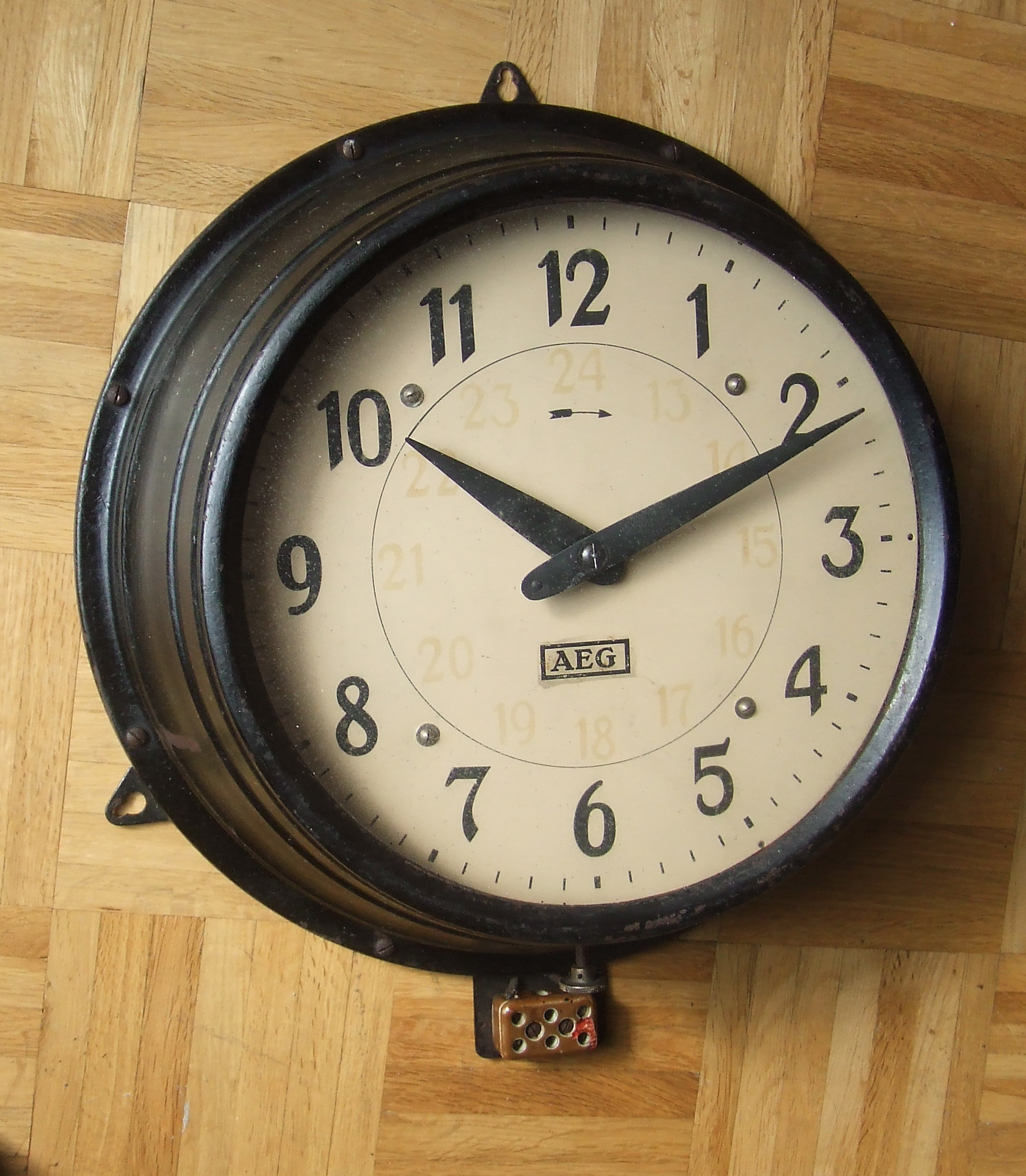
Производственные часы